# Infurcitinea rebeliella
Infurcitinea rebeliella är en fjärilsart som beskrevs av Krone 1907. Infurcitinea rebeliella ingår i släktet Infurcitinea och familjen äkta malar. Inga underarter finns listade i Catalogue of Life.